# Magyar Suzuki

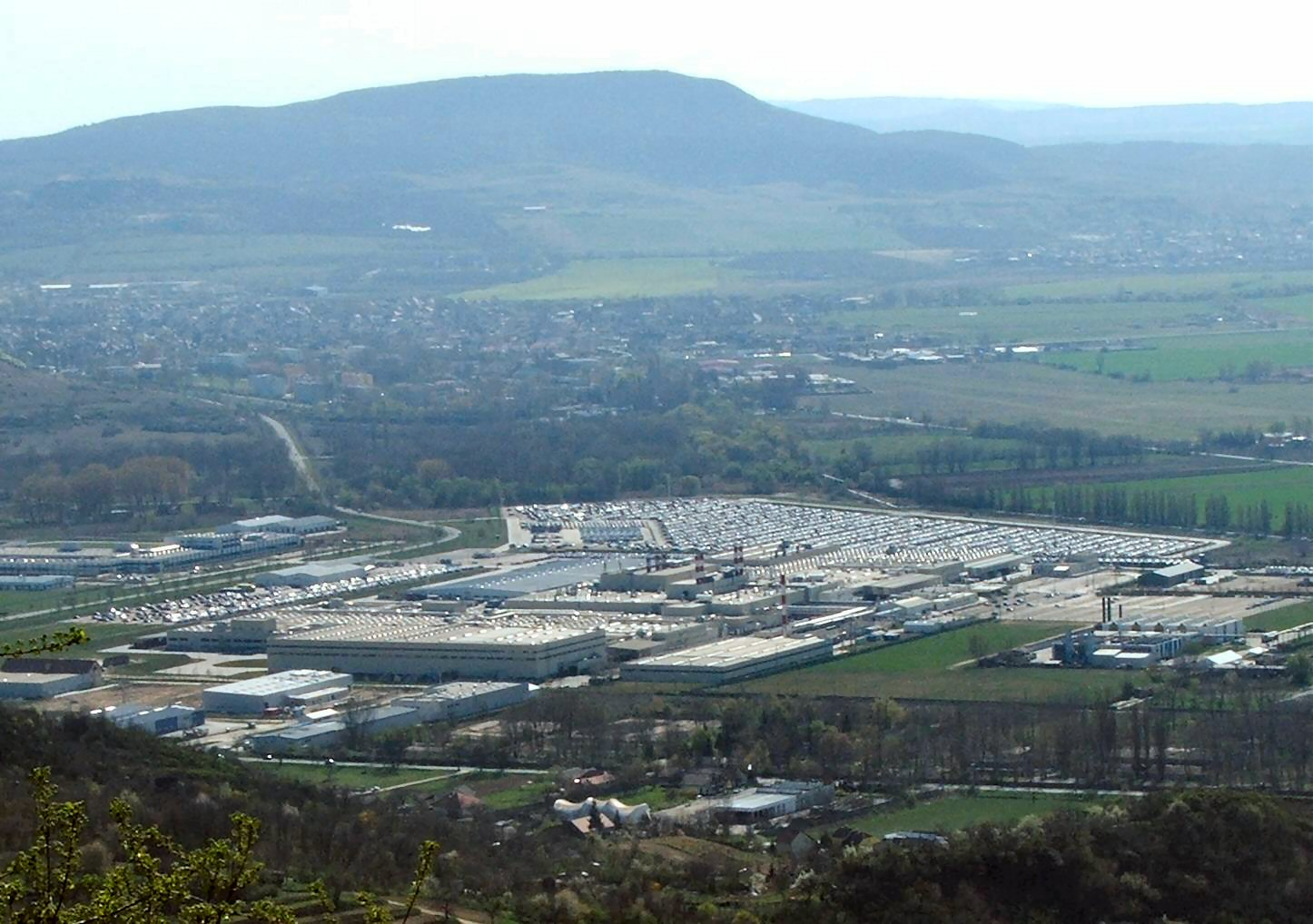
Автомобильный завод Magyar Suzuki в Эстергоме, Венгрия. В 2007 году здесь работало более 6300 сотрудников

Magyar Suzuki (Венгерское Suzuki) — завод по производству автомобилей в Венгрии, дочернее предприятие японской машиностроительной компании Suzuki. Завод расположен в городе Эстергоме, Венгрия, основан в 1991 году.

## История
Построенный с объемом инвестиций 14 млрд венгерских форинтов (1,5 миллиарда евро), завод поначалу производил 1,0-литровые и 1,3-литровые автомобили Suzuki Swift, выпустив десятитысячный автомобиль в 1993 году. 6 октября 2006 года завод выпустил свой миллионный пятидверный автомобиль второго поколения Swift.
До конца сентября 2005 года завод Magyar Suzuki имел совокупный объем производства 849 000 автомобилей: 465 000 Suzuki Swift (первого поколения) по март 2003 года, 187 000 Suzuki Wagon R, 137 000 Suzuki Ignis и 60 000 Suzuki Swift (второго поколения). В дополнение к транспортным средствам под маркой Suzuki на венгерском заводе выпустили 24 943 внедорожника Fiat Sedici и 4494 автомобиля Ignis — на базе Subaru G3X Justys. Текущая производственная мощность завода составляет 300 000 машин в год. Завод также выпускает новый автомобиль Suzuki Splash, а также усовершенствованные автомобили Opel Agila.
Производство автомобилей на заводе соответствует требованиям стандарта ISO 14001 по уровню качества. Двигатели, выпускаемые на заводе, отвечают требованиям Euro 4. Завод Suzuki имеет сертификат качества ISO 9001:2000.
Кроме автомобилей, на заводе в настоящее время выпускаются автомобильные и лодочные моторы (DF25A SUZUKI / 30А), лодки, запчасти и аксессуары для автомобилей, скутеры, квадрациклы, мотоциклы марок Suzuki SV650, GSX-S1000, специализированные автомобили ралли-кар Suzuki Ignis Super 1600 серии JWRC и др.

## Производство
На автомобильном заводе Magyar Suzuki в разное время выпускались следующие автомобили:
- Suzuki Swift (1992—2003) — первое поколение модели, основанные на Suzuki Cultus. Автомобиль также выпускался под маркой Subaru Justy.[5]
- Suzuki Wagon R (2000—2007) — его переименованные версии выпускались также в Польше под маркой Opel Agila.
- Suzuki Ignis (2003—2008) — также выпускался под маркой Subaru G3X Justy.
- Suzuki Swift (с 2005 года) — второе и третье поколение модели.
- Suzuki SX4 (с 2006 года) — выпускался также под маркой Fiat Sedici.
- Suzuki Splash (с 2008 года) — также выпускался под маркой Opel Agila.
- SX4 S-Cross (c 2013 года).
- Suzuki Vitara (с 2015 года).

## Современное состояние
В настоящее время производственная площадка завода Magyar Suzuki, расположенная в городе Эстергоме, занимает территорию в 572 тысячи квадратных метров.
Основными владельцами завода являются компании Suzuki Motor Corporation (97,52 процента акций), Itochu Corporation (2,46 процента акций), IFC, а также венгерские акционеры в лице предприятия Autokonszern Corporation. Их доля составляет 0,02 % акций. Производственные мощности предприятия — 200 тысяч автомобилей в год. При наличии спроса мощность завода в короткие сроки может быть увеличена до 300 тысяч машин в год.
В кризисные годы производство автомобилей на заводе падает. Так 2009 году произошел спад производства почти в два раза: было выпущено около 180 тысяч автомобилей, а число сотрудников предприятия сократилось с шести тысяч до четырёх. В 2010 году выпускалось по 170 тысяч автомобилей, а число работников сократилось ещё на сто человек.